# Laškovce
Laškovce est un village de Slovaquie situé dans la région de Košice.

## Histoire
Première mention écrite du village en 1324.

## Démographie

### Évolution de la population
| Année:               | 1994. | 2004.    | 2014.    | 2024.    |
| -------------------- | ----- | -------- | -------- | -------- |
| Nombre de personnes: | 422   | 530      | 667      | 766      |
| Différence:          |       | +25,59 % | +25,84 % | +14,84 % |

| Année:               | 2023. | 2024.   |
| -------------------- | ----- | ------- |
| Nombre de personnes: | 763   | 766     |
| Différence:          |       | +0,39 % |

## Politique
| Nom          | Parti politique     | Date de l'élection | Fin du mandat |
| ------------ | ------------------- | ------------------ | ------------- |
| Miroslav Bak | KDH,SDKÚ-DS,ĽS-HZDS | 02.12.2006         | Déc. 2010     |